# さな (お笑い芸人)
さな（1988年9月14日 - ）は、日本のお笑いタレント、女優、元子役である。
東京都世田谷区出身。サンミュージックプロダクション所属。自称サンミュージック非公認アイドルユニット「じっく」のメンバーとしてセンターを務める。お笑いコンビ「相方不在」の元メンバー、女性ダンスユニット「雅〜MIYABI〜」の元メンバー。

## 人物・来歴
1997年に子役として、ミュージカル「アニー」でデビュー。その後同じく子役として「オズの魔法使い」「ライオンキング」のほか、テレビドラマにも出演。しかし、ファンの人に歌が苦手と指摘されただけでなく、自分でも下手ということに気が付いて子役を辞める。それから5～6年ほど歌うことも嫌になったという。
かつてはサンズエンタテインメント所属（2012年8月に退社）し、芸能人女子フットサルチーム「carezza」に所属。ポジションはゴレイロで、背番号は「1」。特にPKでは、相手キッカーを惑わせる、通称「デュデクダンス」と呼ばれる独特の動きを武器に、無類の強さを誇る。2008年8月からは小島くるみに替わってキャプテンに就任した。
2006年頃からお笑い芸人としての活動も開始。サンズ社長の野田義治から「トークの技術が無いから、その勉強として出て来い」と言われたということで、同年秋の「M-1グランプリ」にはますきあこと「アコさな」として出場し、翌2007年には長谷川桃と「HaHaHa」というお笑いコンビを組み、同年春頃から頻繁にお笑いライブに出演していたが、長谷川が舞台出演で活動ができなくなり、同年秋の「M-1グランプリ」には小島くるみと「tornade」として出場、急造コンビ（トリオ）時代の「相方不在」においては、同じサンズ所属の橋爪ヨウコ（「相方不在」の名づけ親とも言われている）滝ありさ、大網亜矢乃とも何度か一緒にライブに出演していたりと、頻繁に相方が変わっていた。2008年2月頃から相方を吉野ももみに固定（2009年7月29日活動休止時まで）。相方不在においては、主にツッコミ役を務めていた。一部、相方不在としての活動と並行してピン芸人としての活動も行っていたことがあった。コンビ活動休止後は再びピン芸人としてのライブ出演などを行っている。2007年10月25日、「赤坂さなえ」から愛称でもある「さな」に改名した。
サンズ退社後フリー状態が続いていたが、2015年2月にサンミュージックに所属となった。
実家は、祖父母の代に「くつのアカサカ」を経営し、その店舗はテレビドラマ『パパと呼ばないで』（日本テレビ）の撮影で使われた事がある。
ブラのサイズはAとされているが本人は否定し、自称Cカップ。
英検準2級、漢字検定準2級の資格を持つ。
ネタは主に一人コント。本人曰く、コントで演じるキャラは「ちょっと“悲しい系”のキャラが多い」とのこと。2019年6月現在、事務所公式ホームページのタレントリストにおいては「女性タレント」のカテゴリーに入っているが、事務所のお笑いライブ『サンミュージックGETライブ』には出演し続けている。
キングオブコント2011には「港区」という男女ユニットで出場。R-1ぐらんぷり2011で準決勝進出。2019年の女芸人No.1決定戦 THE Wでは準決勝まで進出。
2020年8月13日、自身の公式Twitterアカウントにて一般男性との結婚と同時に、しばらく芸能活動を休止する事を発表した。2021年3月2日、第一子となる女児を出産したことを報告。2023年6月15日、第二子（男児）出産を報告。

## 出演

### テレビドラマ
- はぐれ刑事純情派 第12シリーズ 第8話「死体に赤い墨汁が!?手を握る女!」（1999年5月19日、テレビ朝日）- 水島亜美 役
- ドラマ愛の詩「ズッコケ三人組3」（2001年4月～6月、NHK） - 主人公達のクラスメート 役
- 生物彗星WoO （2006年6月18日、BShi）- 第7回「新たなる恐怖」

### テレビバラエティー
- 復活!ミニスカポリス（テレビ埼玉/NONES）
  - 15代目ポリス
- アリケン（テレビ東京）
  - 2008年6月26日・7月3日「戦力外アイドルオーディション」
  - 2009年12月5日・12日「レディス4を補充せよ! 戦力外アイドルオーディション」 21番
  - 2010年2月27日・3月6日「レディス4を補充せよ! 戦力外アイドルオーディション」 21番
  - レギュラー（2010年3月 - 、レディス4）
    - 活動休止中の吉野ももみに代わる補充メンバー
- 『ぷっ』すま（テレビ朝日）
  - 2010年2月9日「ザ・ギリギリマスター! / ギリギリ芸人」 数秒間だけ。
  - 2015年6月12日「女芸人が水着に着替えたら」
- 今夜もドル箱!!EX（テレビ東京/BSジャパン）
  - 2010年1月19日　アイドル大会「CRスーパー海物語IN沖縄2」マルハンパチンコタワー渋谷
- 神さまぁ〜ず（2008年4月29日・5月6日、TBSテレビ）
  - 「インスタント女王様決定戦」、DVD vol.1収録
  - （ライオン・キングの歌、南海キャンディーズ山ちゃんの上でタップダンス）。
- 浜ちゃんと!（2007年10月31日・12月5日・12日・19日、日本テレビ）
- 世界バリバリ★バリュー（2007年5月16日、毎日放送）
- オンバト+（2011年11月12日、NHK総合）戦績0勝2敗 最高281KB
- ウチのガヤがすみません!（2016年9月19日、日本テレビ）
- ひるキュン! 東京ブレイク応援団　千歳烏山芸人として（2018年5月21日、TOKYO MX）タップネタを絡めたお笑いネタ（5分間程）
- 楽遊のさきどり☆ボーイズ（TOKYO MX、2020年8月7日） - トミドコロ講師代理（司会）[14]

夏川さな恵として
- りえくらぶTV（CS kitまんぞくクラブ ）
  - 2001年9月 - 2002年9月までレギュラー。番組内アイドルユニット「サニーガールズ」のメンバー。

### ラジオ
- サンズRainbow Kiss （Kiss-FM KOBE）
- TWILIGHT EXPRESS（2007年10月～2008年3月、ミュージックバード）
- RADICAL LEAGUE（2007年4月2日・12月24日、エフエム富士）
- ON8（2011年10月～2016年3月、bayfm） - 水・木パーソナリティ
- B-Sound Station（2016年4月～2017年9月、bayfm）
- ソラトニワ原宿FM（2016年4月～2018年6月） - じっくとして月曜日不定期出演

### インターネット
- 復活！ミニスカポリス･6時間生放送（2010年2月25日、ニコニコ動画 アイパイ★ちゃんねる）
- JINのちょこっとミスロン中毒「ミニスカポリスがWelcomeVENUS!」（2012年、HOST-TV.com）
- 復活！ミニスカポリス～歌舞伎町パトロール24時～（2012年7月30日 - 2013年2月10日、YouTube HOST-TV.COM）
- さながあったら入りたいっ！（2012年10月8日 - 2016年9月、ニコジョッキー）
- さなととなりのぶるま（2016年10月13日 - 2018年3月8日、ニコジョッキー・アメジョッキー・エフジョッキー）
- メリメロプラザ(2017年1月 - 2020年11月、ポイントインカム) ナビゲーター
  - ファイブゲートが運営するポイントサイトのコンテンツ [15]

### 携帯サイト
- アイドルがイッパイ（アイパイ）

### 舞台
- アニー（1997年） - 　テッシー（Tessie） 役
- オズの魔法使い（1998年） - コスモメイト 役
- ライオンキング（1999年） - ナラ（幼年期） 役
- ピヴォ☆ガール（2006年） - しおり 役
- 櫻の園（2007年） - 井上志摩子（ワーリャ） 役
- オタッカーズ・ハイ 再演（2011年）
- アイドルボンバイエ×ミュージックパークinニッポン放送（2016年11月20日） - じっくおよびMC兼務として

### 映画
- 丘のうえから（2008年12月公開、丘のうえから製作委員会） - 平川亜由美 役
- TAP THE LAST SHOW（2017年6月17日公開、東映） - 事務員 夏木萌 役
- 轢き逃げ 最高の最悪な日（2019年5月10日公開、東映） - 時山望 役

夏川さな恵として
- ウルトラマンコスモス2 THE BLUE PLANET ムサシ（13才）少年編（2002年9月7日公開、松竹） - ブルーエリアの少年・少女たち 役

### 雑誌
夏川さな恵として
- four sphere（桜桃書房）　Vol.4　2001年12月号
- memew（近代映画社）　Vol.3　2001年12月号
- ラブベリー（徳間書店）　創刊号　2001年12月号
- ちびラブベリー 創刊準備号（非売品）

## 作品
DVD
- スフィアリーグ公式 フットサル基礎トレーニングDVD（2006年5月24日、hachama）
- 雅 映像の巻～其の一（2005年9月7日、サンズエンターテインメントミュージック）

ダンスユニット「雅～MIYABI～」のメンバーとして
- Charming Angel（2005年、トリコロール）

DVDソロデビュー作。グアムでロケ（4月）
- IMPISH★GIRLS（2004年、フロンティアワークス）

仲村瑠璃亜、富田麻帆と共演。ロサンゼルスでロケ。撮影：山岸伸。